# Night Owls (film 1927)
Night Owls è un cortometraggio muto del 1927 diretto da Mark Sandrich.

## Produzione
Il film fu prodotto dalla Jack White (Cameo Comedies).

## Distribuzione
Distribuito dalla Educational Film Exchanges, il film - un cortometraggio in una bobina - uscì nelle sale cinematografiche USA il 19 giugno 1927.